# Peter Vack
Peter S. Brown (West Village, 19 de septiembre de 1986), más conocido como Peter Vack, es un actor, director, productor y escritor estadounidense, reconocido por su interpretación de Jason Strider en la serie de comedia I Just Want My Pants Back (2011–12) y de Alex Merriweather en el drama Mozart in the Jungle (2014–2015).

## Filmografía

### Cine
| Año  | Título                   | Rol                   | Notas                          |
| ---- | ------------------------ | --------------------- | ------------------------------ |
| 1996 | Dear Diary               | Peter                 | Corto                          |
| 1997 | A Bedtime Story          | Hijo                  | Corto                          |
| 2005 | A Perfect Fit            | Ernie                 |                                |
| 2006 | The Treatment            | Ted                   |                                |
| 2006 | Love/Death/Cobain        | Doug Mortimer         | Corto                          |
| 2010 | Consent                  | Joshua                |                                |
| 2011 | A November               | Novio                 | Corto; también escritor        |
| 2011 | God Don't Make The Laws  | Joey Larch            |                                |
| 2012 | Commentary               | Pierce Phoenix Reagan |                                |
| 2012 | Kiss of the Damned       | Adam                  |                                |
| 2013 | CBGB                     | Legs McNeil           |                                |
| 2013 | Send                     |                       | Escritor, director y productor |
| 2014 | Fort Tilden              | Benji                 |                                |
| 2014 | I Believe in Unicorns    | Sterling              |                                |
| 2014 | Swelter                  | Madsen                |                                |
| 2015 | 6 Years                  | Will                  |                                |
| 2015 | The Intern               | Creativo              |                                |
| 2015 | Lace Crater              | Michael               |                                |
| 2015 | Ma                       | Monje                 |                                |
| 2016 | Slash                    | Mike Holloway         |                                |
| 2017 | M.F.A.                   | Luke                  |                                |
| 2017 | The Price                | Alex Mueller          |                                |
| 2017 | Assholes                 | Adam Shapiro          |                                |
| 2017 | Child Psychology         | Peter                 | Corto                          |
| 2017 | Good People              | Thorn                 | Corto                          |
| 2017 | Everything is Free       | Christian             |                                |
| 2018 | After Everything         | Joven                 |                                |
| 2018 | The Great Pretender      | Adrian                |                                |
| 2018 | Brittany Runs a Marathon | Ryan                  |                                |
| 2018 | PVT Chat                 | Jack                  |                                |
| 2019 | Someone Great            | Matt                  |                                |

### Televisión
| Año       | Título                            | Rol               | Notas                           |
| --------- | --------------------------------- | ----------------- | ------------------------------- |
| 2004      | As the World Turns                | Casey Hughes      |                                 |
| 2004      | Hope & Faith                      | Rodney            | Episodio: "Madam President"     |
| 2004      | Third Watch                       | Danny's Partner   | Episodio: "Family Ties: Part 1" |
| 2005      | Law & Order: Special Victims Unit | Owen              | Episodio: "Hooked"              |
| 2009      | Ghost Whisperer                   | Paul Jett         | Episodio: "Do Over"             |
| 2010      | Cold Case                         | Lee Mavoides '89  | Episodio: "Almost Paradise"     |
| 2011–2012 | I Just Want My Pants Back         | Jason Strider     | 12 episodios                    |
| 2014      | The Michael J. Fox Show           | Andreas           | Episodio: "Couples"             |
| 2014–2015 | Mozart in the Jungle              | Alex Merriweather | 11 episodios                    |
| 2015      | The Blacklist                     | Asher Sutton      | 3 episodios                     |
| 2018      | Homeland                          | Clint             | 5 episodios                     |
| 2019      | The Bold Type                     | Patrick           | 3.ª temporada                   |